# Cementiranje jekla
Cementiranje je termokemična površinska obdelava jekla.
Jeklo z malo ogljika površinsko naogljičimo in nato zakalimo. Jekla z nizkim deležem ogljika namreč niso kaljiva. Uporabimo ga, ko od določenega konstrukcijskega elementa zahtevamo trdo površino in žilavo notranjost.
Za cementiranje najbolj pogosto uporabimo navadna ogljikova jekla z 0,1 do 0,2 % C in tudi malolegirana jekla. Strojni elementi, ki se cementirajo so: gredi, čepi, tečaji, osi, batnice, zobniki... 
Jeklo naogljičimo v temperaturnem območju med 850 °C in 950 °C (v avstenitnem področju) v mediju, ki oddaja ogljik. Primerno cementirno sredstvo (trdno, tekoče ali plinasto) doseže na površini jekla 0,8-0,9 % C, ki difundira v notranjost. Hitrost naogljičenja je med 0,1 in 0,25 mm/h, naogljičimo pa robno plast do globine med 0,5 in 2 mm. Po naogljičenju lahko jeklo na različne načine kalimo ter na koncu popuščamo. Cementirno globino Eht določimo z merjenjem trdote HV 1. Jeklo je cementirano do tiste globine, kjer je trdota 550 HV 1.